# Endotricha conchylaria
Espèce
Endotricha conchylaria est une espèce de lépidoptères de la famille des Pyralidae. On la trouve en Nouvelle-Guinée.